# 長谷川博隆
長谷川 博隆（はせがわ ひろたか、1927年9月20日 - 2017年5月31日）は、日本のローマ史研究者。名古屋大学名誉教授。

## 経歴
1927年、東京都で生まれた。東京大学文学部西洋史学科で学び、1953年に卒業。
関西学院大学助教授を経て、名古屋大学文学部教授。1991年に名古屋大学を定年退官し、名誉教授となった。その後は中部大学教授として教鞭をとった。2017年に死去。

## 受賞・栄典
- 2008年：第45回日本翻訳文化賞を受賞。『ローマの歴史』(全4巻)に対して。
- 2008年：第11回レッシング翻訳賞を受賞。『ローマの歴史』(全4巻)に対して。
- 2015年：第51回日本翻訳出版文化賞を受賞。『ローマ政治家伝』(全3巻)に対して。

## 著書
- 『シーザー　古代ローマの英雄』旺文社文庫 1968
  - 増訂『カエサル』講談社学術文庫 1994
- 『ハンニバル：地中海世界の覇権をかけて』清水書院 1979、新版 1984、新訂版 2017
  - 新版 講談社学術文庫 2005
- 『ローマ人の世界：社会と生活』筑摩書房 1985／ちくま学芸文庫 2023
- 『古代ローマの若者』(歴史のなかの若者たち1) 三省堂 1987
- 『カルタゴ人の世界』筑摩書房 1991／講談社学術文庫 2000
- 『古代ローマの自由と隷属』名古屋大学出版会 2001
- 『古代ローマの政治と社会』名古屋大学出版会 2001

### 共著・編著
- 『古典古代の市民たち』(大世界史 2) 村川堅太郎・高橋秀と共著、文藝春秋 1967
  - 『ギリシア・ローマの盛衰：古典古代の市民たち』講談社学術文庫 1993
- 『古代ギリシア・ローマ』(世界子どもの歴史 2) 三浦一郎と共著、第一法規出版 1984
- 『名古屋大学西洋史論集 1　ヨーロッパ　国家・中間権力・民衆』名古屋大学出版会 1985
- 『名古屋大学西洋史論集 2　権力・知・日常　ヨーロッパ史の現場へ』名古屋大学出版会 1991
- 『古典古代とパトロネジ』名古屋大学出版会 1992

### 訳書
- マティアス・ゲルツァー『カエサル』(偉大な生涯 8) 、筑摩書房 1968
  - 改題改訳版『ローマ政治家伝Ⅰ カエサル』名古屋大学出版会 2013
- ゲルツァー『ローマ政治家伝Ⅱ ポンペイウス』名古屋大学出版会 2013
- ゲルツァー『ローマ政治家伝Ⅲ キケロ』名古屋大学出版会 2014
- 『ローマ人：歴史・文化・社会』ジョン・ボールスドン（英語版）編、岩波書店、1971、復刊 1981
- 『カエサル：古代ローマの悲劇の英雄』(世界を創った人びと 2) 編訳、平凡社 1979
- 『ローマ美術』(西洋美術全史 3) ヘルガ＝フォン＝ハインツェ（ドイツ語版）編・解説、グラフィック社 1980
- ピエール・グリマール『ユリウス・カエサル』(世界伝記双書 3) 小学館 1984
- クリスチャン・ハビヒト（英語版）『政治家キケロ』岩波書店 1997
- テオドール・モムゼン『ローマの歴史』(全4巻) 、名古屋大学出版会 2005-2007[2]

1. ローマの成立
2. 地中海世界の覇者へ
3. 革新と復古
4. カエサルの時代

## 資料
- 「長谷川博隆教授略歴・業績目録」『名古屋大学文学部研究論集』110, 1991年